# 1990 au Yukon
Chronologie du Yukon
- 1986
- 1987
- 1988
- 1989
- 1990
- 1991
- 1992
- 1993
- 1994

Cette page concerne des événements d'actualité qui se sont produits durant l'année 1990 dans le territoire canadien du Yukon.

## Politique
- Premier ministre : Tony Penikett (NPD)
- Chef de l'Opposition officielle : Willard Phelps (Parti progressiste-conservateur)
- Commissaire : John Kenneth McKinnon
- Législature : 27e

## Décès
- 18 octobre : Frederick Fraser (en), commissaire du Yukon (º 20 octobre 1895)